# Chi Bời lời
Chi Bời lời (danh pháp khoa học: Litsea, đồng nghĩa: Tetranthera) là một chi chứa khoảng 200-400 loài cây bụi hay cây thân gỗ với lá thường xanh hay sớm rụng thuộc về họ Nguyệt quế (Lauraceae). Chi này phân bố trong khu vực nhiệt đới và cận nhiệt đới châu Á, Australia, New Zealand, Bắc Mỹ tới cận nhiệt đới Nam Mỹ; trong đó trên 70 loài có ở Trung Quốc, chủ yếu tại khu vực nóng ấm miền nam hay tây nam.

## Các loài
Dưới đây liệt kê một số loài bời lời.
- Litsea annamensis: Re gừng.
- Litsea baviensis: Bời lời Ba Vì.
- Litsea calicaris: Loài duy nhất có tại New Zealand với tên gọi bản địa là mangeao, là một cây thân gỗ cao tới 15 m với lớp vỏ thân cây màu xám sẫm và nhẵn. Các lá mọc đối, dài 50–150 mm, hình trứng hay trứng thuôn dài, màu xanh lục ánh lam ở mặt dưới. Các hoa nhỏ, mọc thành tán gồm 4-5 hoa, quả hạch hình trứng thuôn dài, dài 2 mm, màu ánh đỏ.
- Litsea cubeba: Màng tang (sơn kê tiêu), đây là cây bụi hay cây gỗ nhỏ thường xanh với các lá có mùi như lá chanh và quả nhỏ tương tự như quả hồ tiêu. Gỗ được dùng để đóng đồ gỗ gia dụng, xây dựng và gỗ xẻ. Hoa, lá, quả được sử dụng trong y học hay để chiết tinh dầu dùng trong công nghiệp sản xuất nước hoa.
- Litsea glutinosa: Bời lời nhớt.
- Litsea ichangensis: Bời lời Nghi Xương (tiếng Trung gọi là Nghi Xương mộc khương tử), tạo thành một phần trong khẩu phần thức ăn của voọc mũi hếch vàng (Rhinopithecus roxellana).
- Litsea lancilimba: Bời lời
- Litsea longipes: Chự (dự).
- Litsea polyantha (đồng nghĩa:Litsea monopetala): Bời lời giấy.
- Litsea vang: Bời lời vàng.

## Hình ảnh

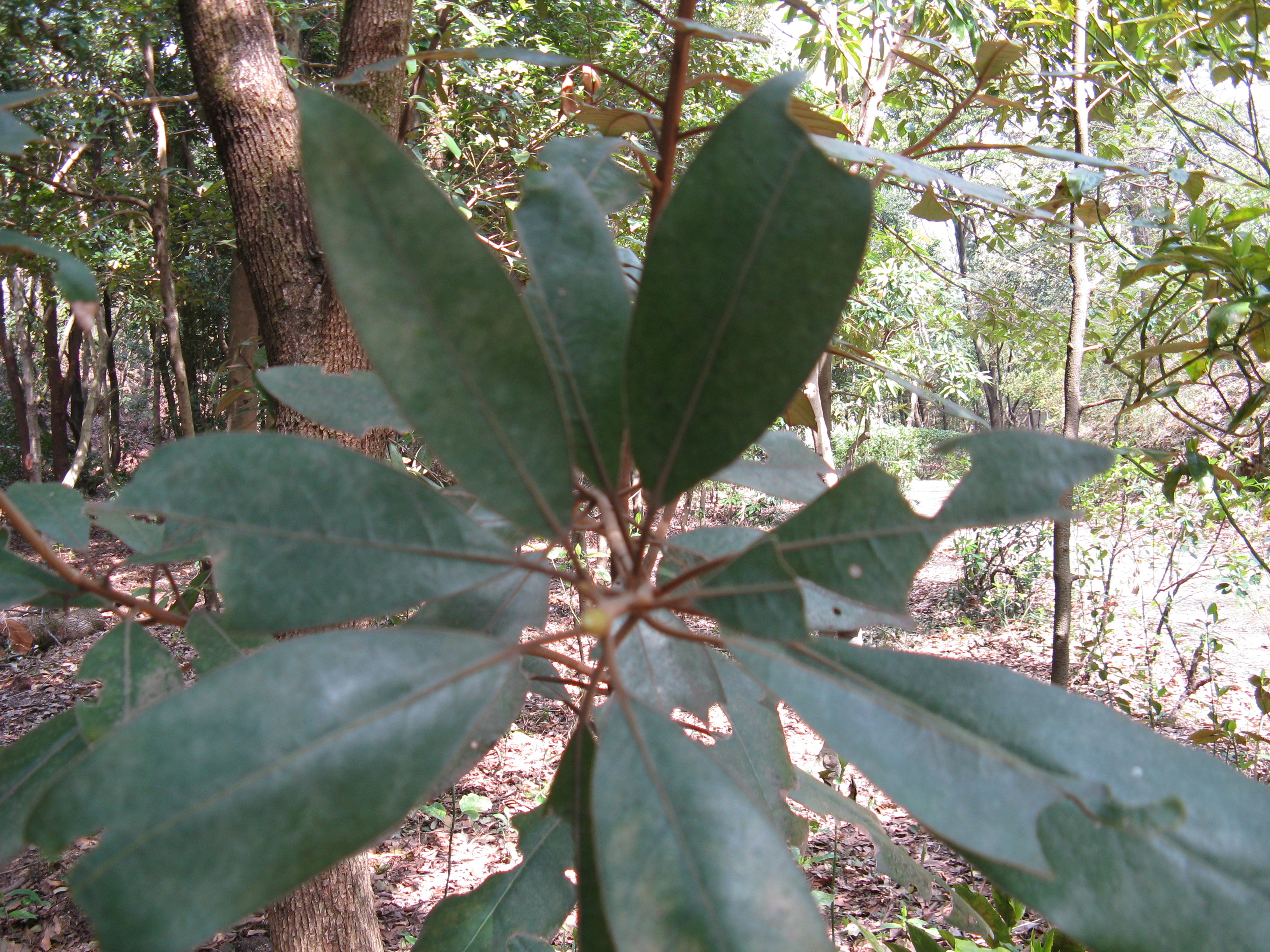
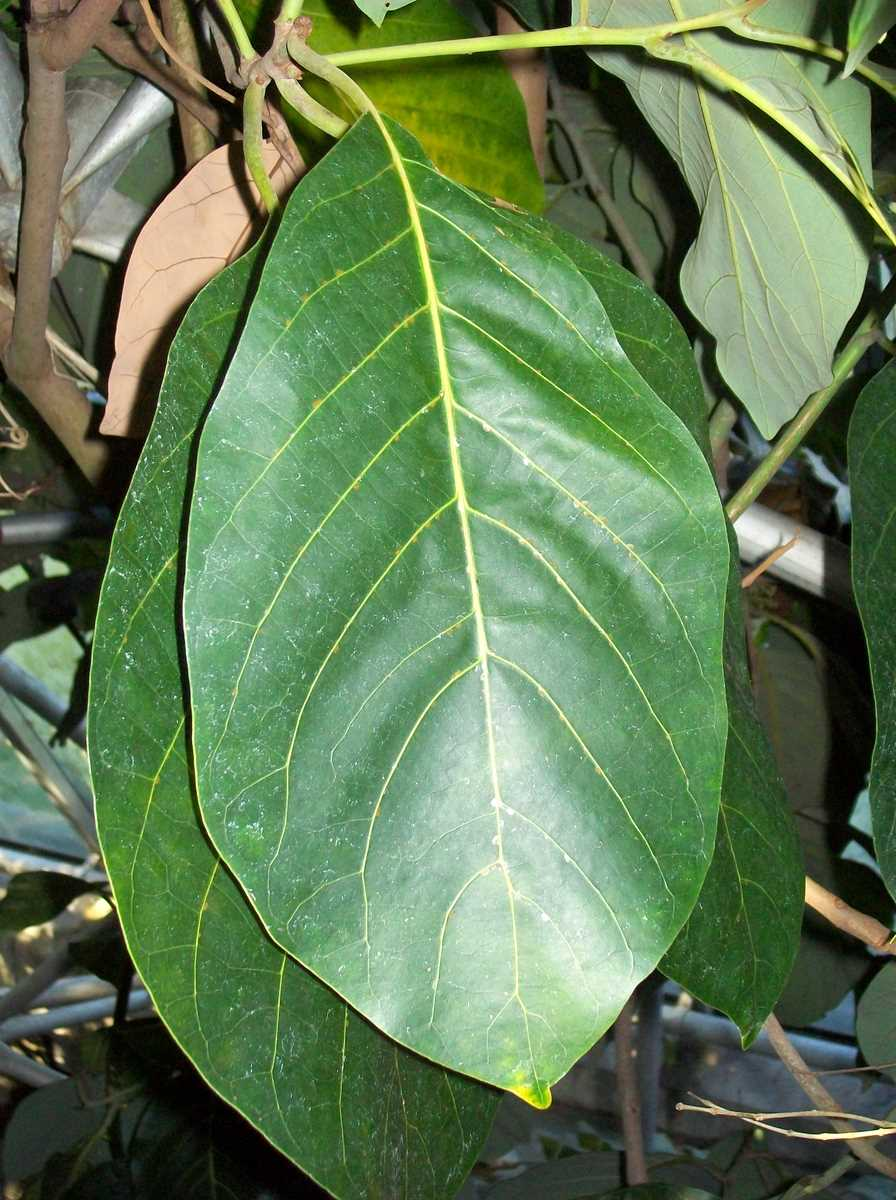
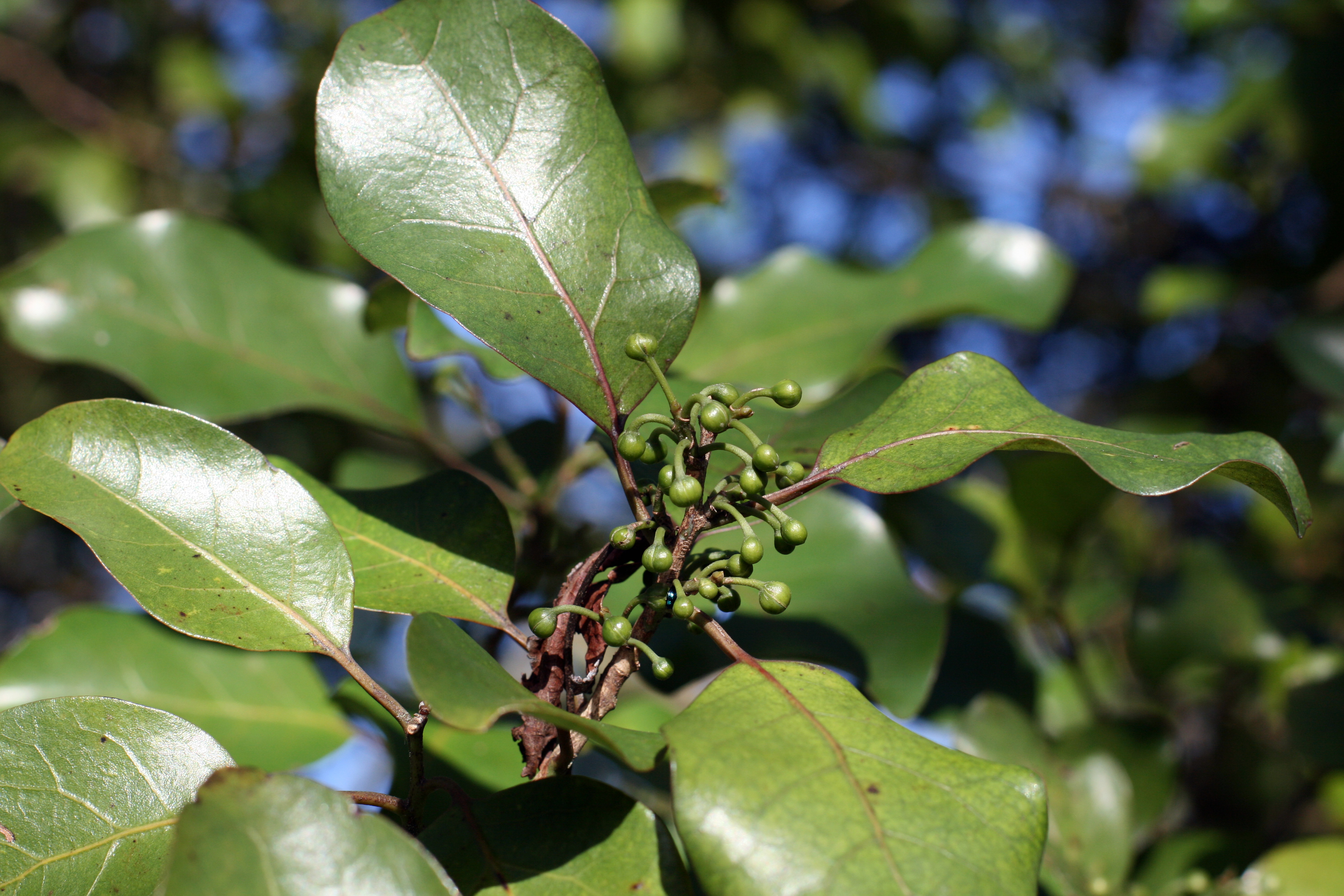
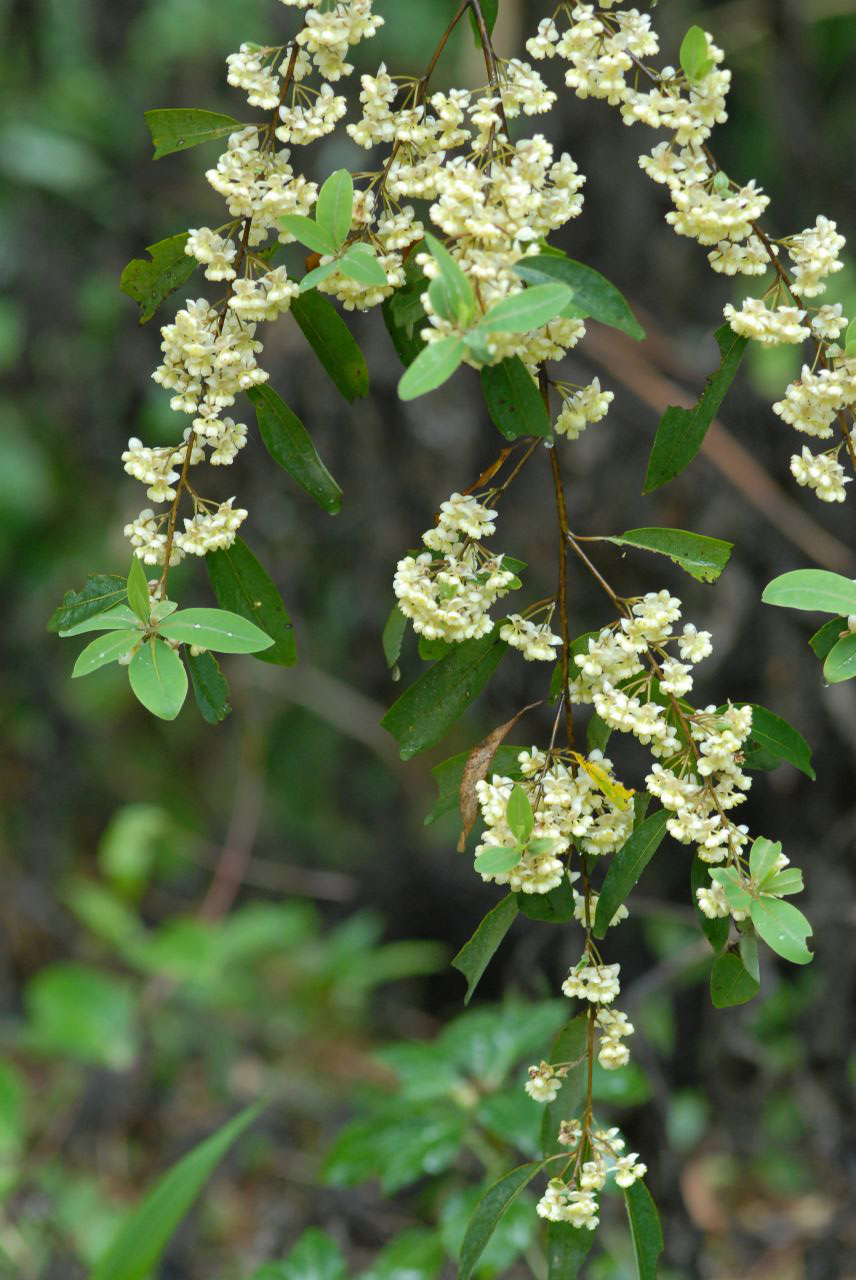